# Adrian Burk
Adrian Matthew Burk (* 14. Dezember 1927 in Mexia, Texas; † 28. Juli 2003 in Henderson, Texas) war ein US-amerikanischer American-Football-Spieler auf der Position des Quarterbacks und des Punters.

## Frühe Jahre
Burk ging in Joinerville, Texas, auf die Highschool. Später besuchte er die Baylor University.

## NFL
Burk wurde im NFL-Draft 1950 in der ersten Runde an zweiter Stelle von den Baltimore Colts ausgewählt. Zur Saison 1951 wechselte er zu den Philadelphia Eagles. Am 17. Oktober 1954 warf er als zweiter Quarterback in der NFL-Geschichte sieben Touchdownpässe in einem Spiel gegen die Washington Redskins. Drei der sieben Pässe fing Wide Receiver Pete Pihos. Seitdem gelang dies noch sechs weiteren Quarterbacks. Außerdem erzielte er in der Saison die meisten Touchdownpässe (23).

## Nach der Spielerkarriere
Burk war nach seiner Spielerkarriere in der NFL als Schiedsrichter tätig. Als Back Judge trug er die Nummer 63.
Am 28. Juli 2003 starb Burk in Henderson, Texas.